# Владимир Лојаница
Владимир Лојаница (Београд, 16. јул 1969) је српски архитекта и универзитетски професор.

## Опште информације
Његов отац био је Милан Лојаница, архитекта и урбаниста, професор универзитета и академик, а син Марко такође је архитекта.
Дипломирао је на Архитектонском факултету Универзитета у Београду, 1995. године. Постдипломске студије похађао је на истом факултету, на смеру Архитектонска организација простора и постдипломски курс студија уметности из области архитектонског и урбанистичког пројектовања. Током студија, два пута је проглашаван за студента генерације, 1991. и 1995. године. Био је стипендиста Владе Србије на програму Универзитета у Чикагу 1992. године, а 1993. учесник на програму настае Архитектонског факултета Универзитета у Мелбурну.
Године 2004. основао је самосталну архитектонску праксу, архитектонски студио Проаспект у оквиру којег редовно и успешно учествује на јавним националним и међународним архитектонским конкурсима на којима је освојио бројне награде (међу којима и десет првих). Аутор је серије пројеката и реализованих објеката у Србији и иностранству.
Од 1996. године запослен је на Архитектонском факултету, где је био продекан за наставу од 2009. до 2012. године. У настави ради на предметима Становање и Студио пројекат на Департману за архитектуру. Од 2015. био је шеф Департмана за архитектуру, а од 2021. године је декан на матичном факултету.
Добитник је више значајних стручних признања, међу којима се издвајају Годишња награда за архитектуру Савеза архитеката Србије за најуспешније дело из свих области архитектуре реализовано у 2007. години за комплекс хотела Холидеј ин и Ехпо хале ХХI у Београду као и награда 37. Салона архитектуре за реализовано дело Винарија Ацуминцум, Стари Сланкамен. Добитник је Велике награде за животно дело 2020. године, коју уручује Удружење архитеката Србије.
Упоредо са архитектонским и урбанистичким пројектовањем објавио је радове и текстове у бројним монографијама и професионалним и јавним публикацијама. Члан је различитих националних струковних удружења и саветодавних тела.
Радови Лојанице излагани су и објављени у српским и међународним професионалним конгресима и изложбама укључујући и два пута излагање у оквиру националне селекције на Архитектонском бијеналу у Венецији.